# Santísimo Cristo de la Buena Muerte (Motril)
El Santísimo Cristo de la Buena Muerte de Motril es una obra confeccionada en 1954 por Domingo Sánchez Mesa en madera policromada con un tono marfil y semejante al Cristo de Mora. Al contemplar esta imagen se puede observar el realismo de las heridas y hematomas abiertos por la Crucifixión y el maltrato que sufrió Cristo haciendo realidad la frialdad de la muerte tras haber expirado. Este se encuentra en el altar mayor de la Iglesia Mayor de la Encarnación. 
Domingo Sánchez, autor de esta escultura, tuvo que desenterrar hasta a un individuo fallecido y colgarlo de una cruz (semejante a Cristo) para observar como quedaba el cuerpo humano muerto colgado sobre una cruz.

## Semana Santa
Cada Jueves Santo sale a las calles de Motril con su paso y cortejo a las 00:00 a. m. y se encierra a las 03:00 a. m. de la madrugá siendo unas de las procesiones más destacadas por tener apagado el alumbrado público de la ciudad (se hace a oscuras) y ser en silencio haciendo referencia al respeto por la muerte de Jesucristo, los nazarenos de este cortejo van vestidos por completo de negro al ir de luto por la muerte de Jesús y van atados haciendo referencia a la unión de todos ya que somos hermanos; también algunos llevan cadenas en los tobillos ''cargando con el peso'' de sus pecados.

## Cofradía
El Cristo de la Buena Muerte tiene una cofradía propia fundada en 1981 llamada Cofradía del Santísimo Cristo de la Buena Muerte, Cofradía del Silencio o simplemente El Silencio (al ser su procesión en total silencio). Esta cofradía practica el "diezmo a la inversa", es decir, de todos los beneficios que obtiene el 90% se dona en caridad y el 10% restante lo aporta en mejoras para la cofradía. Su casa de hermandad se encuentra en la C/Rambla Manjón, 11, 18600 (Motril) al lado de la C/Santísimo Cristo de la Buena Muerte.